# David Juncà
David Juncà Reñé (* 16. November 1993 in Girona) ist ein spanischer Fußballspieler.

## Karriere
Juncà begann seine Karriere beim FC Girona. Sein Zweitligadebüt gab er am 18. Spieltag der Saison 2011/12 gegen Gimnàstic de Tarragona. 2015 wechselte er zum Erstligisten SD Eibar. Sein Debüt in der Primera División gab Juncà am 1. Spieltag 2015/16 gegen den FC Granada. 2018 wechselte er zu Celta Vigo und drei Jahre später für eine Saison zurück zum FC Girona. Nach halbjähriger Vereinslosigkeit verpflichtete ihn Anfang 2023 der polnische Zweitligist Wisła Krakau.